# Maytenus jamesonii
Maytenus jamesonii es una especie de planta de flores perteneciente a la familia  Celastraceae. Es endémica de Ecuador. Está considerada  en peligro de extinción por pérdida de hábitat. Su hábitat natural son las regiones montañosas húmedas tropicales y subtropicales.

## Hábitat
Es un arbusto endémico de Ecuador donde se ha recogido dos veces. Descrito de una colección W. Jameson hizo en el siglo XIX, cerca de Quito. Una segunda colección fue conseguida en Azuay en 1945. La especie no ha sido visto desde entonces. No se conoce que se produzcan dentro de la red de áreas protegidas de Ecuador. No hay ejemplares de esta especie que se encuentren en museos ecuatorianos. La destrucción del hábitat es la única conocida amenaza para la especie.

## Taxonomía
Maytenus jamesonii  fue descrita por John Isaac Briquet y publicado en Annuaire du Conservatoire et Jardin Botaniques de Genève 20: 353. 1919.
Etimología
Maytenus: nombre genérico de  maiten, mayten o mayton, un nombre mapuche para la especie tipo Maytenus boaria.
jamesonii: epíteto  otorgado en honor del botánico William Jameson.